# あらいふとし
あらい ふとし（1977年7月21日 - ）は、日本の歌手、ソングライター、編曲家。one cake size feathers、evioのメンバー。所属事務所はMASHIKAKU。

## 来歴
茨城県生まれ。学生時代から、数々の音楽活動を経て現在に至る。
2006年、SPACENOID「鼓上皀」から、演劇、映像などへ楽曲提供をはじめる。
2022年6月29日、ナイセン・エンターテインメント株式会社の取締役に就任。

## 主な作品
2006年
- SPACENOID 「鼓上皀」 - 楽曲提供

2007年
- 苗穂聖ロイヤル歌劇団 4TH 「CHERRY」 - 主題歌担当
- 渡辺一樹監督作品 「TOBACCO SMOKE」 - 出演・劇中歌編曲担当
- SPACENOID 「No.721」 - 出演・主題歌担当

2008年
- SUGARBOY 1st 「maniacs.」 - 主題歌・楽曲提供
- 渡辺一樹監督作品 「△サンカク」 - 主題歌担当
- 「実録!!リアル恐怖DX」DVD用CM - 楽曲担当

2009年
- SPACENOID
  - 『活閃婆 「goodwill」』 - 主題歌・楽曲担当
  - 「夜のサカナたち」 - 主題歌・楽曲担当
  - 「1983715」 - 主題歌・楽曲担当
  - 「哀愁の町に霧がほにゃらら」 - 楽曲担当

- 渡辺一樹監督作品 「火星のマーズ」 - 主題曲・楽曲担当
- 座☆IIＥ第3回公演 「森のここドコ 夢の羽」 - 編曲担当
- エレ片コントライブ〜コントの人3〜 - 「シトラス・ラベンダー」楽曲制作
- 苗穂聖ロイヤル歌劇団 5th 「メロス」 - 出演・主題歌担当
- エレキコミック 第18回発表会「R」 - CM楽曲協力
- SPACENOID 「思い出回収」 - 出演・主題歌・楽曲担当
- Infinite 「闇の向こう側」 - 楽曲担当

2010年
- エレ片フェス2010「シトラス・ラベンダー」 - 楽曲制作
- SPACENOIDプレゼンツ 「道端」 - 主題歌・楽曲担当
- 渡辺一樹監督作品 「捕鯨」 - 出演・楽曲担当
- 頃安 祐良監督作品 「Goodnight Bad Morning」 - 楽曲提供
- SPACENOID
  - 「個人的な話」 - 主題歌・楽曲担当
  - オムニバス 「裏紙」 - 楽曲担当
  - シネマ 「My Spazzy Rock’n Rabbit」 - 主題歌・楽曲担当

- 時速246億 vol.04「記憶メモリン」 - 主題歌・楽曲担当
- はらぺこペンギン!第15回公演 「それでも、ボクのアイドル」 - 楽曲提供
- エレキコミック 第19回発表会 「中二のアプリ」 - 楽曲提供「ラベンダー」楽曲制作
- エレ片コントライブ〜コントの人4〜「シトラス・ラベンダー」 - 楽曲制作
- SPACENOID 「Good Will」 - 楽曲制作
- Infinite 「Good Will」 - 楽曲制作
- 苗穂聖ロイヤル歌劇団 6th 「夜明け前」 - 主題歌・楽曲担当
- ボビボビ。公演「わたくしです物語」（リーディング） - 主題歌・生演奏担当
- Paing Soe 2nd「ワタシの好きなぼうりょく」 - 出演・楽曲担当
- はらぺこペンギン!第16回公演「野球なんて大嫌い」 - 楽曲提供

2011年
- 案山子堂 第1弾公演「ジハード家族」 - 主題歌担当
- Infinite 「軋み」 - 楽曲制作
- BLOCHひとり芝居フェス『LONELY ACTOR PROJECT』 - テーマ曲制作
- 劇団ギャクギレ 解散公演「ギャクギレ」 - 出演・楽曲担当
- 案山子堂　若手演出家コンクール2009最優秀賞受賞記念公演「bond 再」 - 出演・生演奏・主題歌担当
- エレ片コントライブ〜コントの人5〜 - 「シトラス・ラベンダー」その他のコント　楽曲制作
- SUGAR BOY&案山子堂 『松田美由紀さんはとてもいいひとだ』 - 出演・楽曲担当
- 渡辺一樹監督作品 「ビリーザキッドの最後の弾丸」 - 楽曲担当
- STRAYDOG 「女の子ものがたり」  - 楽曲制作
- 劇団なんでやねん 旗揚げ公演「RING WANDERING」 - 楽曲担当
- ＴＢＳラジオコンテンツ らじこん 「林家彦いち　組み手プチ」 - オープニング曲編曲
- エレキコミック 第20回発表会「ＮａＮｏＮｉ」 - 楽曲制作
- 「まなび戦隊オシエルンジャー」 - 楽曲制作
- はらぺこペンギン!第17回公演「愛の蟻地獄」 - 楽曲提供
- Paing Soe 2nd「かせつ×くつがえす試練、10と54乗」 - 出演・楽曲担当
- 時速246億 vol.05「グレイトフルデッド」 - 主題歌・楽曲担当
- BLOCH presents 2011夏企画『 Shape Shifter』 - 楽曲担当
- 今立進「農林水産Show!」 - テーマ曲制作
- 劇団なんでやねん 「ミッシングリンク」 - 楽曲担当
- Paing Soe 「さいだいのしれん」 - 出演・楽曲担当
- 御笠ノ忠次演出 「約三十の嘘」 - 楽曲提供

2012年
- 劇団スーパー・エキセントリック・シアター ブレーメンプロデュース「中島鉄砲火薬店」 - 楽曲担当
- SUGARBOY「Fruits」 - 主題歌・楽曲担当
- 渡辺一樹監督作品 「ウォーク・アンド・スウィングスルー」 - 楽曲担当
- 案山子堂 「他人さがし」 - 主題歌担当
- エレ片コントライブ〜コントの人6〜 - コント楽曲・楽曲制作
- 「うたスキ動画ピックアップ」 - 音楽制作
- 乃木坂46 「安藤美雲×松田一輝 遠距離恋愛」 - 楽曲担当
- 時速246億 vol.A「No.721」 - 主題歌担当
- 案山子堂 「半分しか見えない」 - 主題歌担当
- エレキコミック 第21回発表会「有様」 - コント楽曲・楽曲制作
- Paing Soe 「フリッピング」 - 主題歌担当
- 劇団スパイスガーデン第五回公演「ESP.」 - 楽曲担当
- 時速246億 vol.06「リボン」 - 主題歌・楽曲担当
- パフォーミングユニットcolors7 C7 第3回公演 『Mermaid-drop』 - 主題歌・楽曲担当
- SONY Reader WebCM - 楽曲・SE制作
- おちゃめいつcafé公演 「独〈どいつ〉」 - 楽曲制作
- 円盤ライダー「Meeryな野郎2012」 - 楽曲提供

2013年
- BANANA QUEST vol.1「BATON」 - 劇中歌制作
- エレ片コントライブ〜コントの人7〜 - コント楽曲制作
- Paing Soe「とくべつ」 - 主題歌担当
- 渡辺一樹監督作品「キメラガール・アンセム」 - 楽曲制作
- エレキコミック 第22回発表会「と、或る人が云っていた。」 - コント楽曲・楽曲制作
- トーキョーハイライト「クライマックス」 - 楽曲制作
- KAWAJIRI KEITA SOLO CONTE LIVE　NO NAI 3rd 「ますをかく」 - コント楽曲制作
- THE KING OF GAMES「POCKET MONSTERS SERIES」発売記念スペシャルメイキング映像 - 楽曲制作
- *punish*プロデュース「RADIO KILLED THE RADIO STAR」 - 楽曲制作
- 時速246億 vol.A「No.721再演」 - 主題歌担当
- Paing Soe 「『extreme+logic(S)」 - 主題歌・楽曲担当　出演
- トーキョーハイライト「なりたかった　おとこ」 - 楽曲制作
- 時速246億 vol.B「theatrical」 - 主題歌・楽曲担当
- WBB vol.5「サムライ・ナイト・フィーバー 再燃」 - 楽曲制作

2014年
- ジエン社第九回公園「ステロタイプテスト/パス」 - 楽曲制作
- エレ片コントライブ～コントの人8～ - コント楽曲制作
- エレキコミック 第23回発表会「Right Right Right Right」 - 楽曲制作
- トーキョーハイライト「俳優・美濃部輝久」 - 楽曲制作
- おちゃめいつ2「PASS（パス）」 - 楽曲制作
- Paing Soe 「DREAM ON」 - 楽曲制作
- プロペラ犬＋時速246億　SPECIALコラボ公演「ハッピーセット」 - 楽曲制作
- 苗穂聖ロイヤル歌劇団 7th 「夜明け前」 - 主題歌・楽曲担当
- エレキコミック 第24回発表会「等等」 - 楽曲制作
- WBB vol.７「バリスタと恋の黒魔術」 - 楽曲制作

2015年
- 劇団モンキーチョップ 第十撃「十戒」 - テーマ曲制作
- エレ片コントライブ～コントの人9～ - コント楽曲制作
- Paing Soe 「NamuH ナムー」 - 主題歌・劇中歌制作
- 時速246億 「春の桜まつり2015」 - 出演・テーマ曲制作
- トーキョーハイライトメンソール vol.1 - 楽曲提供
- リアルでんぱ.♂ - 楽曲提供
- 乃木坂46 舞台「じょしらく」 - 劇中歌・楽曲制作
- Paing Soe 11thまなつのれんぞくきかく2015「フリッピング」 - 劇中曲・主題歌制作
- 演出家しか出ない劇団『目に見る星は過去の星 つかの間の未来を見るために 僕らはみんな目を瞑るのだ』 - 楽曲制作
- エレキコミック 第25回発表会「東京」 - 楽曲制作
- 乃木坂46  13thシングル個人PV「高山一実×頃安祐良監督 誰がために」 - 楽曲制作
- ワタナベカズキ監督作品「チェーンブレイカー」 - 楽曲制作
- 塩田倫＋三代川達 監督作品「プレイバックちなみさん」 - 楽曲制作
- 時速246億 川本成ソロ公演「独立」 - 編曲 楽曲制作
- WBB vol.9「殺意は月夜に照らされて」 - 楽曲制作
- ミュージカル「青春-AOHARU-鉄道」 - 楽曲制作・歌唱指導
- トーキョーハイライト「Nijyu」 - 楽曲制作
- おちゃめいつ3「こいのかしつ　、、」 - 楽曲制作

2016年
- おん・すてーじ『真夜中の弥次さん喜多さん』 - 楽曲制作・歌唱指導
- Paing Soe 12thれんぞくきかくとうきょう2016 「miLE」 - 劇中曲・主題歌制作
- アイティオール株式会社 次世代クラウド電話サービス「ナイセンクラウド（naisen）」 - テーマ曲「ないせんのうた」楽曲制作
- 衛星放送協会「不正アップロード防止キャンペーン」TVCM - 楽曲制作
- エレ片コントライブ～コントの人10～ - コント楽曲制作
- 劇団番町ボーイズ☆「空空漠漠明明白白」 - 楽曲提供
- TOKYO MX 「おん・てぃーびー 真夜中の弥次さん喜多さん」 - 楽曲制作・出演
- 乃木坂46 舞台「じょしらく弐～時かけそば～」 - 劇中歌・楽曲制作
- co;dEBoo vol.1『れっとうのはて』 - 劇中曲・主題歌制作
- 時速246億 川本成ソロ公演「独歩」 - 編曲 ミックス
- ごはん部！盆の米騒動『ごはんと祭』 カミナリフラッシュバックス作品 - 楽曲制作
- せたがやこどもプロジェクト2016 キッズ・ミュージカル「ワンサくん」－祭りにいくぞ！大脱走！ - 劇中曲編曲・楽曲制作
- エレキコミック 第26回発表会「金星!!」 - 楽曲制作
- 演劇集団イヌッコロ「ご町内デュエル」チーム・イヌッコロ - 編曲・劇中曲制作
- ミュージカル「青春-AOHARU-鉄道2」～信越地方よりアイをこめて～ - 楽曲制作・歌唱指導
- 時速246億「バック・トゥ・ザ・ホーム」 - 主題歌・楽曲担当
- WBB vol.11「スペース トラベロイド」 - 楽曲制作
- エレ片in両国国技館 - コント楽曲編曲

2017年
- TEEN×TEEN THEATER「初恋モンスター」 - 楽曲制作・歌唱指導
- Paing Soe 14thりったいきかく2016-2017 「そう しそう あい」 - 劇中曲・主題歌制作
- おん・すてーじ「真夜中の弥次さん喜多さん」双 - 楽曲制作・歌唱指導
- GYAO!配信オリジナルドラマ「めがだん」 - 楽曲制作
- Paing Soe 15thまなつのりったいきかく2017「extreme+logic(S)」 - 楽曲制作
- 時速246億 川本成ソロ公演「独走」 -  編曲 ミックス
- 舞台「北斗の拳-世紀末ザコ伝説-」 -
- 「solo×solo 大人、あるいは大人になりきれない人のためのコント」 - 楽曲制作
- 舞台「煉獄に笑う」 - 5曲編曲
- アイティオール株式会社「出勤バンク」 - 楽曲制作
- 超！脱獄歌劇「ナンバカ」 - 楽曲制作
- 乃木坂46 さゆりんご軍団「ぐんぐん軍団」 - 楽曲制作
- だめおたちの夜 - テーマ曲制作

2018年
- 舞台「モブサイコ100」 - 楽曲制作
- あにてれ×=LOVE ステージプロジェクト「けものフレンズ」 - 楽曲制作
- 高木俊・寺山武志の「トビセカ!」～チョチョチョチョレンジ～ - テーマ曲制作
- エン＊ゲキ#03 「ザ・池田屋!」 - 2曲編曲
- ミュージカル「青春-AOHARU-鉄道3」～延伸するは我にあり～ - 楽曲制作・歌唱指導
- おん・すてーじ「真夜中の弥次さん喜多さん」三重 - 楽曲制作・歌唱指導
- 舞台「バクステ」 - 楽曲制作
- フクロのねずみ「ill」 - 楽曲制作
- アイティオール株式会社「電話革命ナイセン」 - 作詞・作曲
- 舞台「ひらがな男子」 - 楽曲制作
- せたがやこどもプロジェクト2018「お話の森（片桐仁さん）」 - 作曲・演奏
- 鯨井康介「監督のテーマ」 - 編曲
- アイティオール株式会社「ナイセンチャンネル」 - ジングル・BGM制作
- Solo x Solo 2（大人、あるいは大人になりきれない人のためのコント） - 楽曲制作
- 舞台「モブサイコ100」～裏対裏～ - 楽曲制作
- エレキコミック 第２８回発表会「ラズベリー　レディ　ストロベリー」 - コント楽曲制作
- 時速246億 「バック・トゥ・ザ・ホーム2018」 - 主題歌・楽曲担当
- 時速246億 「バック・トゥ・ザ・ホーム2」 - 主題歌・楽曲担当
- KOYAMA SONIC2018「パラダイス銀河」 - 楽曲制作

2019年
- MASHIKAKU CONTE LIVE「ユニコーン」 - 楽曲制作
- 乃木坂46 さゆりんご軍団「働き方改革」 - 楽曲制作
- 春の修学旅行『妖怪！百鬼夜高等学校』～一条通と付喪神～ - 数曲以外楽曲制作
- さんたく!!!朗読部 第一回公演『羊たちの標本』 - 楽曲制作
- ミュージカル『青春-AOHARU-鉄道 ～すべての路は所沢へ通ず～』 - 楽曲制作・歌唱指導
- Solo x Solo 3（大人、あるいは大人になりきれない人のためのコント） - 楽曲制作
- 男劇団 青山表参道X 第2回公演「ENDLESS REPEATERS –エンドレスリピーターズ–」 - 楽曲制作・歌唱指導
- 木ドラ25 「テレビ演劇 サクセス荘」主題歌「今日もきっとサクセス荘」 - 作曲
- SUGARBOY「タイプ」 - 主題歌・楽曲制作
- エレキコミック 第29回発表会「Ron Ron Marron Queen」 - コント楽曲制作
- ミュージカル『青春-AOHARU-鉄道』コンサート Rails Live 2019 - 楽曲制作・歌唱指導

2020年
- MASHIKAKU  CONTE LIVE「LINDBERGH」 - 楽曲制作
- リアルファイティング「はじめの一歩」The Glorious Stage!! - 4曲楽曲制作
- エレ片「LOVE LOVE コントの人」 - コント楽曲制作

## 出演
- YATSUI FESTIVAL 2012 アライフトシwith シトラスラベンダー
- YATSUI FESTIVAL 2013 あらいふとしwith シトラスラベンダー

## TV
- TOKYO MX「おん・てぃーびー 真夜中の弥次さん喜多さん」
- 木ドラ25「テレビ演劇 サクセス荘」主題歌

## CD・配信
- シトラスラベンダー 「きみはキョンシー」「I LIKE TENNIS」 - 作曲・編曲
- ハイハイレコーズ「母とおさなごの歌」うち11曲 - アレンジ・歌唱
- 吉野正裕 presents ヒーローアクション 効果音ベストより70 「海賊戦隊ゴーカイジャー(Inst.)」「Switch On!(TV ver./Inst.)〜仮面ライダーフォーゼ より〜」 - 制作
- 森のカフェ となりのトトロ・風の谷のナウシカ 「さよならの夏」 - 編曲
- 新テニスの王子様 浦山しい太（CV:高瀬朝季） Softcream Summer!　 - 作曲
- 「うたって覚えよう!楽しく勉強!テスト対策」うち三曲 - 作曲・歌唱
- アイティオール株式会社 企業ソング「ないせんのうた」 - 作詞・作曲・編曲
- 新テニスの王子様　君島育斗（CV:細貝圭） 夏の色 - 作詞・作曲・編曲
- 「おん・てぃーびー真夜中の弥次さん喜多さん」えにし／弥次喜多ダンシング - 作曲